# Marquesado de Valverde de la Sierra

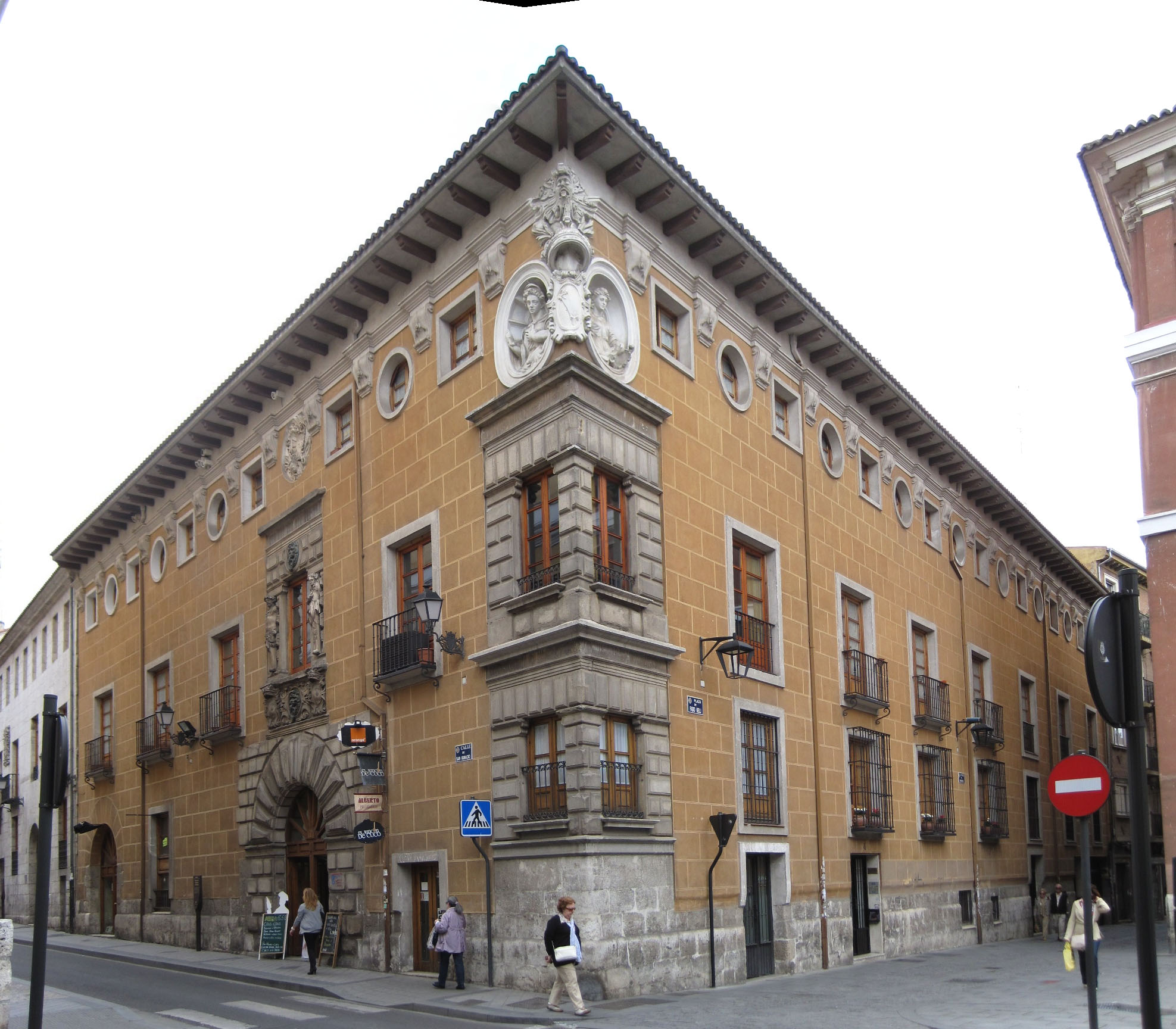
Palacio de los marqueses de Valverde de la Sierra, en Valladolid.

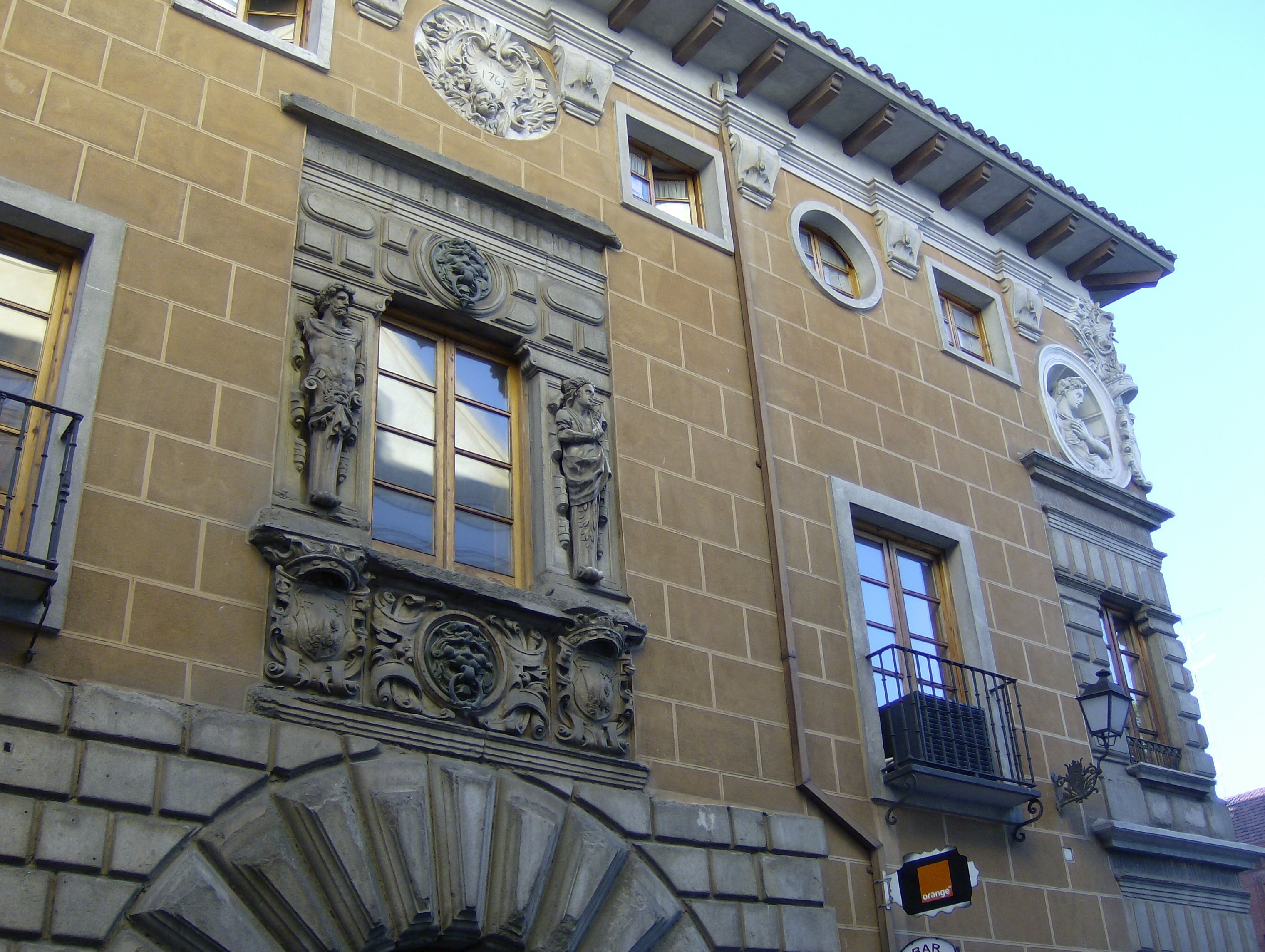
Detalle de la fachada donde se aprecian los escudos.

El marquesado de Valverde de la Sierra es un título nobiliario español creado por el rey Carlos II de España, probablemente en 1678, a favor de Fernando de Tovar y Enríquez de Castilla Cañas y Silva, señor de la Tierra de la Reina, de Siero, de Villamartín de Don Sancho y de Cóbdar, caballero de la Orden de Calatrava.

## Discusión de la fecha de creación
La mayoría de las fuentes de referencia sobre títulos nobiliarios atribuyen erróneamente la creación de este título al Rey Felipe IV de España en 1640. Sin duda el error procede de confundirlo con el marquesado de Valverde, que en efecto fue creado en 1640 por dicho rey para los primogénitos de la casa de Medina Sidonia en cabeza de Juan Clarós Pérez de Guzmán y Fernández de Córdoba, que después fue XI duque de Medina Sidonia.
Este error figura, por ejemplo, en la Guía Oficial del Ministerio de Justicia y en el Elenco de Grandezas y Títulos Nobiliarios Españoles publicado por la Revista Hidalguía.
Significativamente, la Guía de Forasteros en Madrid y su continuadora la Guía Oficial de España, en sus ediciones del siglo XIX omitían el año de creación de este marquesado. Pero a principios del siglo XX se introdujo el erróneo de 1640, que siguió figurando hasta que con la II República se dejó de publicar. De aquí debieron de tomarlo las publicaciones modernas.
En cambio Roberto Moreno Mórrison, en su cuidada edición de la Guía Nobiliaria de España publicada en 1947 por la Diputación de Grandeza, sin datar la creación, precisa que el marquesado de Valverde de la Sierra fue merced del rey Carlos II (retrasándola al menos 25 años). Así figura también en la web de la Diputación de Grandeza.
Pero la referencia fundamental es el documentado Memorial de la calidad y servicios de Don Fernando de Tovar y Enríquez de Castilla, elevado en 1672 al rey Carlos II precisamente para solicitar este título, que en efecto fue concedido en el año 1678, según la datación más probable.

## Denominación
Su nombre hace referencia al lugar de Valverde de la Sierra, situado en los Picos de Europa, al pie del pico Espigüete, y perteneciente al municipio de Boca de Huérgano (León). Este lugar —junto con los de Siero, Besande y Portilla— pertenecía al coto y jurisdicción de Siero, lindante con el de Tierra de la Reina y que también era de señorío del concesionario del marquesado. Dentro del coto de Siero se encontraba el castillo o casa fuerte del conde Tello, cuya torre aún existe en ruinas y es conocida como Torre de los Tovar o Torreón de Boca de Huérgano.

## El señorío de Valverde de la Sierra
Todos estos lugares pertenecieron al antiguo ducado de Cantabria y posteriormente al reino de León y fueron entregados en señorío por Alfonso XI El Justiciero, rey de Castilla, a su hijo bastardo el conde Tello, séptimo de los diez habidos de su relación adulterina con Leonor de Guzmán. El estado de Valverde se sucedió en su descendencia hasta que en 1840 se suprimieron los señoríos jurisdiccionales. Hacia 1678, como queda dicho, el rey Carlos II lo elevó a marquesado en la persona de Fernando de Tovar y Enríquez de Castilla Cañas y Silva, descendiente directo del conde Tello.
El conde Tello fue señor de Vizcaya, y como tal fundó diversas villas, destacando Guernica y Marquina. También fue, por herencia, señor de Aguilar de Campoo, señorío que transmitió a sus descendientes y que fue elevado a marquesado en 1484.

## Lista de marqueses de Valverde de la Sierra
|                        | Titular                                                | Periodo                |
| Creación por Carlos II | Creación por Carlos II                                 | Creación por Carlos II |
| ---------------------- | ------------------------------------------------------ | ---------------------- |
| I                      | Fernando de Tovar y Enríquez de Castilla Cañas y Silva | 1678-                  |
| II                     | Andrea María de Tebes y Villamizar                     | -1755                  |
| III                    | María del Pilar Fausta de Sámano Urbina y Velandia     | 1755-1783              |
| IV                     | Joaquín Félix de Samaniego Urbina Pizarro y Velandia   | 1783-1844              |
| V                      | Joaquín de la Cruz de Samaniego Pizarro y Godoy        | 1848-1857              |
| VI                     | Adolfo de Samaniego y Lassús                           | 1858-1883              |
| VII                    | María de la Concepción de Valenzuela y Samaniego       | 1902-1946              |
| VIII                   | María de los Ángeles Fontagud y Valenzuela             | 1952-1963              |
| IX                     | Irene Vázquez de Parga y Rojí                          | 1967-1989              |
| X                      | Manuel Vázquez de Parga y Rojí                         | 1989-2000              |
| XI                     | Irene Vázquez de Parga y Andrade                       | 2000-actual titular    |

## Historia de los marqueses de Valverde de la Sierra
- Fernando de Tovar y Enríquez de Castilla Cañas y Silva, I marqués de Valverde de la Sierra. Era también poseedor del palacio renacentista y mayorazgo de los Figueroa en Valladolid, después llamado Palacio del Marqués de Valverde.[2]

Le sucedió
- Andrea María de Tebes Villamizar Tovar y Osorio (1690-1755), II marquesa de Valverde de la Sierra, señora de la Tierra de la Reina, coto de Siero y torre de los Tovar, de las villas de Villamartín de Don Sancho y Santa Marina del Rey y del palacio de Figueroa de Valladolid, patrona del convento de la Concepción de esta ciudad, hija de N. de Tebes Manrique y Tovar y de María Josefa de Villamizar Zúñiga y Osorio. Tenía también casa en la ciudad de León, sita en la colación de San Martín hacia la confluencia de las calles de Revilla y Cuesta de Carvajal. En 1751 ya estaba viuda, y residían con ella en esta casa su hijo Isidro de Sámano, marqués de Villabenázar, con su mujer e hijos, y Antonia Cayetana de Tebes y Quiñones, su hermana menor y soltera, que poseía un mayorazgo de los Quiñones.[3]

Casó el 3 de octubre de 1712 con Antonio de Sámano Urbina y Sandoval († 1746), IV marqués de Villabenázar y IV de Caracena del Valle, señor de las villas de Villabenázar, Cidamón, Bergüenda y Comunión de Basave, y de las aldeas de Murillas, Subijana y Ormijana, castellano perpetuo de Laguardia, cadete de Reales Guardias de Infantería Española, hijo de otro Antonio de Sámano y Urbina, III marqués de Villabenázar, y de Isidora de Sandoval y Pacheco, su mujer, III marquesa de Caracena del Valle, que en segundas casó con el conde de la Ventosa; nieto de José de Sámano y Urbina, I marqués de Villabenázar, y de Isabel Clara Guerrero y Castejón, su segunda mujer, de los señores de Leza, y materno de Antonio de Sandoval y Araujo y de Rosa de Sandoval y Pacheco, II marquesa de Caracena del Valle. Tuvieron por hijos a:
1. Antonio Alejandro de Sámano Urbina y Tebes (1713-1749), primogénito, V marqués de Villabenázar y V de Caracena del Valle, natural de Santo Domingo de la Calzada, que fue bautizado en la Catedral el 10 de mayo de 1713[4] y otorgó poder para testar el 30 de diciembre de 1749, a favor de su mujer y su suegro.[5] Poseyó los estados de su padre, a quien sobrevivió poco tiempo, pero no los de su madre porque la premurió. Casó el 3 de enero de 1740[4] con María Antonia de Velandia y Araciel, VI marquesa de Tejada de San Llorente, natural de Medina del Campo, hija de Francisco Antonio de Velandia, marqués de Tejada. Y tuvieron por hija única a
María del Pilar Fausta de Sámano Urbina y Velandia, que sigue.
2. Isidoro o Isidro de Sámano Urbina y Tebes (c.1718-1754), que sucedió al anterior como VI marqués de Villabenázar por estar esta casa en llamamientos agnaticios. En 1751 era vecino y regidor perpetuo de la ciudad de León, donde vivía en casa de su madre con su mujer y dos hijos de tierna edad, varón y hembra.[3] Después de suceder en la casa, hacia 1748, casó con Manuela de Valladares y Sarmiento, hija de Antonio Gaspar de Valladares Sarmiento y Córdoba, III vizconde de Fefiñanes, y de Antonia Rosa Mariño de Lobera y Nieto de Silva, de los marqueses de la Sierra y condes del Arco. Procrearon a: 
  1. José Benito de Sámano Urbina y Valladares (1750-c.1770), VII marqués de Villabenázar, alumno del Seminario de Nobles de Madrid[6] y cadete de Reales Guardias de Infantería Española. Nació en León año de 1750; era muy niño cuando sucedió a su padre, quedando bajo tutela y cura de su madre,[7] y murió mozo hacia 1770.
  2. Y al menos una hija.
3. Y Diego de Urbina y Tebes (1721-a.1755), que previa información de nobleza sentó plaza de guardia marina. En 1744 y con el empleo de alférez de fragata, se distinguió mucho en la Batalla de Tolón a las órdenes del almirante Navarro,[8] quien por esta acción naval ganó el empleo de teniente general y el título de marqués de la Victoria. En 1751 figura empadronado como noble en León, con su madre y su hermano Isidro, pero no residiendo en la ciudad sino ausente al servicio de S.M. «en el empleo de Capitán de la Real Armada».[3] Falleció antes de 1755.

Sucedió su nieta:
- María del Pilar Fausta de Sámano Urbina y Velandia (1741-1783), III marquesa de Valverde de la Sierra, VI de Caracena del Valle y VIII de Villabenázar. Natural de León, fue bautizada en San Martín el 21 de octubre de 1741[4] y murió en vida de su madre el 3 de julio de 1783 en Castillejo del Romeral, aldea de la ciudad de Huete.

Casó en su parroquia natal el 16 de octubre de 1760 con Manuel de Samaniego y Pizarro, IV marqués de Monte Real y IV vizconde de la Armería, natural de Valladolid, que fue bautizado en la Magdalena el 3 de enero de 1742, expiró en Madrid, colación de Santiago, el 30 de noviembre de 1799, y fue enterrado en el convento del Carmen Descalzo. Hijo del maestre de campo Pedro Benito de Samaniego Montemayor y Flores de Septién, III marqués de Monte Real y III vizconde de la Armería, consejero de Castilla y de la Suprema, asesor de la Real Casa, fiscal de Valladolid, intendente general del Ejército de los Cuatro Reinos de Andalucía, asistente de Sevilla y superintendente de Rentas Reales de la provincia, natural de Madrid, y de Juana Antonia Pizarro y Trejo, su mujer, de los señores de Macada del Hoyo, que era nacida en Zamora y prima carnal del I conde de Casa Trejo.
Poseían estos señores —y lo transmitieron al menos a su hijo— el dominio útil de su casa de habitación en la corte, sita en la plazuela de Santiago n.º 1, que era propia del inmediato convento de monjas trinitarias y feligresa de la iglesia de Santiago.
En 1783 sucedió su único hijo supérstite:
- Joaquín Félix de Samaniego Urbina Pizarro y Velandia (1769-1844), IV marqués de Valverde de la Sierra, VII de Caracena del Valle, V de Monte Real, IX de Villabenázar y VII de Tejada de San Llorente, II conde de Casa Trejo, VIII vizconde de la Armería. Fue Consejero de Estado, académico de las Reales de Medicina y Ciencias Naturales y de Bellas Artes de San Carlos de Valencia y San Luis de Zaragoza, caballero del Toisón de Oro, Gran Cruz de Carlos III, maestrante de Valencia y de la Orden Civil Española de San Juan de Jerusalén, gentilhombre de Cámara y mayordomo mayor de los Reyes Fernando VII e Isabel II. Nació en su casa de Madrid el 21 de febrero de 1769, fue bautizado al día siguiente en la parroquial de Santiago[4] y murió en la misma corte, feligresía de San Marcos, el 6 de octubre de 1844.

Casó dos veces. La primera por poderes el 26 de febrero de 1790 en la parroquial de San Bartolomé de La Coronada (Badajoz), con Teresa de Godoy y Carvajal, condesa de Torrejón y grande de España de primera clase, que fue bautizada en dicha iglesia el 13 de marzo de 1772 y finó en Madrid, feligresía de San Martín, el 30 de marzo de 1808. Era pariente suya por Pizarro: hija de José de Godoy y Morillo, natural de La Coronada, y de Teresa Marina Pizarro de las Casas y Orellana, que lo era de Trujillo, hija de los señores de Alcollarín. Joaquín se cubrió ante S.M. y mantuvo la dignidad de Grande, con carácter personal, también durante su segundo matrimonio.
Volvió a casar en Pollensa el 28 de octubre de 1812 con Narcisa María de Asprer y de la Canal, dama de la Reina Isabel II y camarera mayor de la Reina viuda, que nació el 14 de septiembre de 1790 en Puigcerdá y expiró en Madrid, colación de San Sebastián, el 21 de octubre de 1861, hija de Antón Francisco de Asprer y de Asprer, natural de San Juan de las Abadesas (también en Gerona), y de Antonia de la Canal y de Fontaner, que lo era de Puigcerdá.
Tuvo hijos de ambas. De la primera nacieron, además de algunos que murieron niños:
1. Joaquín de la Cruz de Samaniego y Godoy, que sigue,
2. y María Luisa de Samaniego y Godoy, natural de Madrid, que fue bautizada en la parroquial de Santiago el 23 de diciembre de 1798 y murió soltera e intestada el 22 de mayo de 1860 en la misma villa, feligresía de San Sebastián.

Y de la segunda nacieron al menos:
1. Manuel de Samaniego y Asprer, IX vizconde de la Armería, agregado a las embajadas de S.M.C. en Inglaterra y Francia, caballero de la Orden de Calatrava[11] y de la Civil Española de San Juan de Jerusalén,[12] nacido el 5 de septiembre de 1813 en Madrid, donde murió el 21 de agosto de 1853. Casó muy mozo el 26 de marzo de 1832 en la parroquial de San Sebastián de Madrid con Carlota (o Carolina) de Pando y Moñino, III marquesa de Miraflores y VI de Casa Pontejos, grande de España, dama de la Reina Isabel II y de la Orden de María Luisa, natural de Madrid, que fue bautizada en dicha iglesia el 31 de julio de 1815 y murió el 28 de diciembre de 1890. Hija de Manuel María de Pando y Fernández de Pinedo, II marqués de Miraflores, IV conde de Villapaterna, presidente del Consejo de Ministros y del Senado, embajador en París y Londres y ante la Santa Sede, jefe superior de Palacio, caballero del Toisón de Oro, Gran Cruz de Carlos III, maestrante de Valencia, académico de la Real de la Historia, natural de Madrid, y de María Vicenta Moñino y Pontejos, II condesa de Floridablanca, grande de España, V marquesa de Casa Pontejos y IX condesa de la Ventosa, dama de la Reina Isabel II y de la Orden de María Luisa, nacida en Hellín. Con sucesión.
2. María de la Soledad de Samaniego y Asprer, dama noble de María Luisa, nacida el 20 de diciembre de 1818 y finada el 1.º de abril de 1890. Casó el 20 de mayo de 1842 con José María Ortuño de Ezpeleta y Aguirre Zuazo, III conde de Ezpeleta de Veire y de Triviana, creado grande de España, que nació en Pamplona el 4 de septiembre de 1818 y murió el 8 de junio de 1885, hijo del teniente general José María de Ezpeleta y Enrile, II conde de Ezpeleta de Veire, y de María Amalia del Pilar de Aguirre Zuazo y Acedo, III duquesa de Castro-Terreño, grande de España, marquesa de Montehermoso y condesa de Triviana, del Vado y de Echauz. Con descendencia en que siguen todos estos títulos.
3. Y Mariano de Samaniego y Asprer, jefe de negociado de la Ordenación de Pagos por Obligaciones del Ministerio de Gracia y Justicia,[13] caballero de la Orden de Alcántara[14] y de la Civil Española de San Juan de Jerusalén, que nació en Madrid el 8 de septiembre de 1825 y falleció en 1889. Casó con María Antonia Fernández de Córdoba y Vera de Aragón, nacida el 14 de noviembre de 1821 en Madrid, donde falleció el 29 de junio de 1908. Hija de Francisco de Paula Fernández de Córdoba y Fernández de Córdoba, X marqués de Bacares, natural de Jerez de los Caballeros, y de María Manuela Vera de Aragón y Nin de Zatrillas, de los condes de Requena y duques de Sotomayor, dama noble de María Luisa.

Sucedió por Real Carta del 27 de abril de 1848 su hijo del primer matrimonio:
- Joaquín de la Cruz de Samaniego Pizarro y Godoy (1792-1857), V marqués de Valverde de la Sierra, XI conde de Torrejón, grande de España, VIII marqués de Caracena del Valle, VI de Monte Real, X de Villabenázar y VIII de Tejada de San Llorente, III conde de Casa Trejo, coronel de Reales Guardias Españolas, senador vitalicio del Reino, caballero Gran Cruz de Carlos III y gentilhombre de Cámara de S.M. con ejercicio y servidumbre. Nació en Madrid el 14 de septiembre de 1792, en su casa de la plazuela de Santiago, fue bautizado en esta iglesia el mismo día,[4] y finó en la misma corte, colación de San Luis, el 3 de octubre de 1857.[4]

Contrajo matrimonio secreto en Madrid el 8 de mayo de 1839 con María Juana de Lassús y Vallés, dama noble de María Luisa, que era dos veces viuda. Había casado en primeras nupcias con José Antonio Pérez, oficial de Correos de Sevilla que murió en 1823 combatiendo a los franceses en la Batalla de Trocadero. Y en segundas con Ildefonso de Valenzuela y Bernuy, III marqués de Puente de la Virgen. Era esta señora natural de Cádiz, fue bautizada en San Antonio el 27 de abril de 1805 y falleció el 3 de febrero de 1880 en su casa de la calle de las Infantas n.º 42 de Madrid. Hija de Juan Lassús y Perié, vicecónsul de Francia en Sevilla, natural de Nay en Aquitania, y de Juana de Dios Vallés e Iglesias, nacida en Cádiz.
Tuvieron tres hijos que alcanzaran la edad adulta:
1. Adolfo de Samaniego y Lassús, que sigue,
2. Teresa Rita de Samaniego y Lassús, que fue IX marquesa de Tejada de San Llorente desde 1858, en sucesión de su padre, y después de los días de Adolfo le sucedió como XIII condesa de Torrejón, grande de España. Natural de Madrid, fue bautizada en la parroquial de San Sebastián el 9 de diciembre de 1840 y falleció viuda y sin hijos el 7 de mayo de 1902 en la misma villa, feligresía de San José. Casó con Iván Bernaldo de Quirós y González de Cienfuegos, natural de Oviedo, que fue bautizado en San Isidoro el Real el 27 de julio de 1843 y murió en Madrid el 23 de mayo de 1855. Era hijo segundo de José María Bernaldo de Quirós y Llanes, VII marqués de Campo Sagrado, diputado a Cortes, senador del Reino y Gran Cruz de Carlos III, natural de su palacio de Riaño en Langreo, y de Josefa González de Cienfuegos y Navia Osorio, su mujer y prima segunda, de los condes de Marcel de Peñalba, natural de Vegadeo (Asturias). Sin prole.
3. Y Joaquina de Samaniego y Lassús, que fue IX marquesa de Caracena del Valle (desde 1858, en sucesión de su padre) y dama noble de María Luisa. Natural de Madrid, fue bautizada en San Sebastián el 3 de febrero de 1846[4] y murió el 2 de enero de 1913 en la misma villa, feligresía de la Concepción. En 1902, por muerte de su hermana Teresa, le correspondía suceder en el condado de Torrejón y demás títulos de su casa, pero renunció en favor de su primogénito. Casó en Madrid, parroquia del Carmen, el 10 de mayo de 1866,[4] con Rafael de Valenzuela y González de Castejón, senador del Reino, que nació en Andújar el 24 de septiembre de 1844 y murió intestado el 27 de noviembre de 1899 en su casa de la calle de las Infantas n.º 42 de Madrid, colación de San José, siendo sepultado en el cementerio de San Lorenzo, donde también lo fue su mujer. Era hijo de Miguel de Valenzuela y Valenzuela y de María de la Asunción González de Castejón y Piédrola, de los marqueses de Velamazán, y nieto primogénito de Rafael de Valenzuela y Ayala, natural y regidor perpetuo de Andújar, maestrante de Granada, y de María Josefa de Valenzuela y Bernuy, su mujer y sobrina carnal (que era hija de los II marqueses del Puente de la Virgen y hermana de Ildefonso de Valenzuela y Bernuy, III marqués, ya citado como anterior marido de Juana de Lassús, la madre de Joaquina). Procrearon a
  1. María de la Concepción de Valenzuela y Samaniego, que seguirá más abajo como VIII marquesa de Valverde de la Sierra.
  2. Adolfo de Valenzuela y Samaniego, XIV conde de Torrejón, grande de España, X marqués de Caracena del Valle y V de Puente de la Virgen, caballero de Calatrava, senador del Reino, gentilhombre de Cámara de S.M. con ejercicio y servidumbre. Natural de Madrid, fue bautizado en San Luis el 27 de febrero de 1869 y murió en la feligresía de la Concepción el 27 de febrero de 1927. Casó en esta parroquia el 24 de mayo de 1900 con María de las Merdedes Fernández de Lascoiti y Jiménez, dama de la Reina, hija de José Patricio Fernández de Lascoiti y Sancha, I barón de la Andaya y conde pontificio de Lascoiti, senador del Reino, gentilhombre de Cámara de S.M., y de María de los Dolores Jiménez y González-Núñez, naturales los tres de Madrid. Sin descendencia.
  3. María de la Asunción de Valenzuela y Samaniego, natural de Madrid y bautizada en San Luis el 24 de agosto de 1871. Casó en la villa y corte, parroquia de San José, el 20 de abril de 1900 con Nicolás Vázquez de Parga y de la Riva, diputado a Cortes, director general de Administración Local, caballero maestrante de Ronda. Nació este señor el 16 de octubre de 1865 en el pazo de Peñas Corveiras del municipio de Villalba (Lugo), fue bautizado el mismo día en la parroquial de Santiago de Sancobad y falleció en Madrid el 23 de febrero de 1914. Era hijo segundo de Manuel Vázquez de Parga y Somoza, IV conde de Pallares, diputado a Cortes, senador vitalicio del Reino y vicepresidente del Senado, consejero de Estado, académico de la Real de la Historia, Grandes Cruces de Carlos III e Isabel la Católica, maestrante de Ronda, gentilhombre de Cámara de S.M., natural y dueño del pazo de Peñas Corveiras, y de María de la Paz de la Riva y Estévez, nacida en Santiago de Compostela. Tuvieron por hijo segundo y subrogado en la primogenitura a
Manuel Vázquez de Parga y Valenzuela, abogado y teniente coronel del Cuerpo de Intervención de la Armada, que nació el 15 de agosto de 1901 en la calle Jorge Juan n.º 5 de Madrid, feligresía de la Concepción, donde también expiró el 11 de noviembre de 1946. Casó por lo castrense en El Ferrol el 5 de agosto de 1925 con Irene Rojí y Rozas, nacida en dicha ciudad el 20 de junio de 1904 y fallecida en Madrid el 20 de diciembre de 1947, hija del almirante Antonio Rojí y Echenique, capitán general de la Zona Marítima del Ferrol, natural de Zaragoza, y de Concepción Rozas y Fernández-Flórez, que lo era de Valencia. Procrearon nueve hijos, que se expondrán en el condado de Torrejón. Entre ellos a: 
    1.  y a Manuel Vázquez de Parga y Rojí, que seguirá después de Irene.

  4. Rafael de Valenzuela y Samaniego, nacido el 26 de abril de 1873 en Madrid, donde murió intestado el 22 de mayo de 1910. Casó en Andújar el 21 de julio de 1902 con Engracia Castillo y Labarta, natural de Palma de Mallorca. Sin prole.
  5. E Isabel María de Valenzuela y Samaniego, nacida el 19 de mayo de 1878 en Madrid, donde casó el 17 de abril de 1902 con Mariano Luque y Palma, que estaba viudo y con prole de Ana García Maldonado y Pacheco. Nació este señor el 17 de abril de 1858 en Madrid, donde finó el 12 de septiembre de 1905, y era hijo primogénito de Federico Luque y Velázquez, I marqués de Luque, a quien premurió, senador del Reino, natural de Adra (Almería), y de María del Rosario Palma y Jiménez, que lo era de Cantillana (Sevilla). Con sucesión.

Sucedió en 1858 su hijo:
- Adolfo de Samaniego y Lassús (1838-1883), VI marqués de Valverde de la Sierra y VII de Monte Real, XII conde de Torrejón y IV de Casa Trejo, grande de España, maestrante de Granada, diputado a Cortes, senador del Reino por derecho propio y gentilhombre de Cámara de S.M. con ejercicio y servidumbre. Natural de Madrid, fue bautizado en la parroquial de San Sebastián el 6 de abril de 1838, murió intestado el 20 de octubre de 1883 en la calle de la Aduana n.º 3 de Madrid, colación de San Luis, y recibió sepultura en la sacramental de San Nicolás.

Casó en su parroquia natal el 5 de abril de 1861 con María Vicenta Gutiérrez de la Concha y Fernández de Luco, dama de las Reinas Isabel II, Mercedes y María Cristina y de la Orden de María Luisa, bautizada en dicha iglesia el 10 de febrero de 1845 y finada el 12 de marzo de 1917 en la villa y corte, feligresía de los Santos Justo y Pastor. Hija segunda del capitán general José Gutiérrez de la Concha e Irigoyen, I marqués de La Habana, grande de España y I vizconde de Cuba, ministro de la Guerra y de Estado, presidente del Consejo de Ministros y del Senado, vicepresidente del Congreso de los Diputados, embajador en Francia, caballero del Toisón de Oro y de Santiago, Grandes Cruces de Carlos III, Isabel la Católica, San Fernando, San Hermenegildo y del Mérito Militar, Gran Cordón de la Legión de Honor francesa, tres cruces laureadas de San Fernando, gentilhombre de Cámara de S.M., natural de Córdoba (Argentina), y de Vicenta Fernández de Luco y Santa Cruz, que lo era de Logroño, dama noble de María Luisa. Sin posteridad.
Adolfo de Samaniego y Lassús, XII conde de Torrejón, murió sin descendencia en 1883, sucediéndole en dicho título con grandeza su hermana Teresa, ya citada, que era marquesa de Tejada de San Llorente desde 1858. Pero el marquesado de Valverde de la Sierra vacó hasta que, por Real Carta del 24 de diciembre de 1902, sucedió su sobrina (hija de su hermana Joaquina):
- María de la Concepción de Valenzuela y Samaniego (1867-1946), VII marquesa de Valverde de la Sierra, XV condesa de Torrejón, grande de España, X marquesa de Caracena del Valle, VIII de Monte Real y VII de Puente de la Virgen. Natural de Madrid, fue bautizada en la parroquial de San Luis Obispo el 17 de febrero de 1867[4] y falleció en la misma villa, colación de San Ildefonso, el 23 de enero de 1946.

Casó en su parroquia natal el 12 de septiembre de 1890 con José María Fontagud y Aguilera, natural de Madrid, bautizado en San José el 4 de mayo de 1867 y finado en Biarritz el 19 de julio de 1939, hijo de José María Fontagud y Gargollo, senador del Reino, Grandes Cruces de Carlos III e Isabel la Católica, gentilhombre de Cámara de S.M., y de Matilde de Aguilera y Gamboa, su primera mujer, que era hija del conde de Villalobos, primogénito del marqués de Cerralbo, grande de España. Fueron sus hijas:
1. Matilde Fontagud y Valenzuela, XI marquesa de Villabenázar, natural de Madrid, que fue bautizada en San Luis el 22 de julio de 1891[4] y finó el 2 de marzo de 1923. Casó el 23 de enero de 1915 en el Asilo de Huérfanos del Sagrado Corazón de Jesús de Madrid con Federico Ballester y Asensio, nacido en Madrid en 1891, hijo de José María Ballester y Arenas, natural de Murcia, y de Beatriz Asensio y Herrero, que lo era de Córdoba. Tuvieron por hijos a
  1. Federico Ballester y Fontagud, que nació el 13 de febrero de 1916 en Madrid, donde murió asesinado el 9 de agosto de 1936.
  2. José Antonio Ballester y Fontagud, nacido en Madrid el 12 de septiembre de 1917 y que fue asesinado junto con su hermano el 9 de agosto de 1936.
  3. Y Francisco de Borja Ballester y Fontagud, que murió niño.
2. Y María de los Ángeles Fontagud y Valenzuela, que sigue.

Sucedió por Carta de 1952 su hija
- María de los Ángeles Fontagud y Valenzuela (1900-1963), VIII marquesa de Valverde de la Sierra, XVI condesa de Torrejón, grande de España, XI marquesa de Caracena del Valle, IX de Monte Real y VIII de Puente de la Virgen. Nació el 24 de julio de 1900 en la calle de San Bernardo n.º 76 de Madrid, y fue bautizada el 11 de agosto en los Santos Justo y Pastor, y falleció soltera el 20 de enero de 1963 en su casa de la calle Covarrubias n.º 22 de Madrid.

Sucedió por Carta del 16 de junio de 1967 su sobrina segunda (hija de Manuel Vázquez de Parga y Valenzuela, su primo carnal, arriba reseñado como biznieto del V marqués de Valverde)
- Irene Vázquez de Parga y Rojí (1927-2000), IX marquesa de Valverde de la Sierra, IX de Puente de la Virgen y XVII condesa de Torrejón, grande de España. Nació en El Ferrol el 23 de febrero de 1927 y falleció en Madrid el 22 de octubre de 2000.

Casó en la parroquial de la Concepción de Madrid el 14 de abril de 1950 con el teniente general de Artillería Álvaro Lacalle Leloup, presidente de la Junta de Jefes de Estado Mayor, capitán general de la VII Región Militar (Valladolid), secretario general de Asuntos Económicos de la Defensa, presidente del Patronato de la Catedral de la Almudena, Grandes Cruces del Mérito Militar, Naval y Civil, Isabel la Católica, San Hermenegildo y Pontificia de San Gregorio, que nació en Haro (La Rioja) el 29 de octubre de 1928 y falleció en Madrid el 1.º de septiembre de 2004. Hijo de Domingo de Guzmán Lacalle y Matute, presidente de sala del Tribunal Supremo y subsecretario del Ministerio de Justicia, natural de Nájera, y de Cándida Leloup y Goutier de Berbens, que lo era de Tolosa (Guipúzcoa). No tuvieron descendencia.
Sucedió (por cesión inter vivos, Orden publicada en el BOE del 13 de diciembre de 1989 y Real Carta del 4 de enero de 1990) su hermano
- Manuel Vázquez de Parga y Rojí (1929-2005), X marqués de Valverde de la Sierra, XIII de Caracena del Valle, X de Puente de la Virgen, X de Tejada de San Llorente y XIII de Villabenázar,[17] XVIII conde de Torrejón y V de Casa Trejo,[18] grande de España, capitán de fragata de la Armada, Placa de San Hermenegildo. Nació en El Ferrol el 17 de febrero de 1929 y murió en 2005 (ó 2004).

En 1991 cedió el marquesado de Puente de la Virgen a su hija Ana. Y nueve años después hizo distribución de todos sus títulos entre sus hijos —extendiendo este carácter a la cesión anterior— mediante escritura otorgada en Tarragona el 5 de abril de 2000 a fe del notario José Luis Maroto Ruiz. En virtud de esta disposición, sus hijos le fueron sucediendo en los otros cuatro marquesados (Valverde de la Sierra y Tejada de San Llorente en 2000, Caracena del Valle en 2002 y Villabenázar en 2003). Conservó hasta el fin de sus días los condados de Torrejón, con grandeza de España, y de Casa Trejo.
Casó en la parroquial de San Julián del Ferrol el 1.º de julio de 1957 con Ana María Andrade y Rodríguez, nacida en Vegadeo (Asturias) el 14 de junio de 1934, hija de Eduardo Andrade y Sabio, natural de La Coruña, y de Ana Rodríguez Sixto, que lo era de Luarca. Fueron padres de:
1. Manuel Vázquez de Parga y Andrade, XIX conde de Torrejón, grande de España, y XI marqués de Monte Real,[19] nacido en El Ferrol el 27 de junio de 1958. Casó en Valencia el 18 de marzo de 1989 con Victoria Mestre y de Juan, nacida en Madrid el 21 de junio de 1956, hija de Carlos Mestre Rossi y de Victoria de Juan Fernández, naturales de Madrid. Tienen un hijo de sangre y tres adoptivos.
2. Ana María Vázquez de Parga y Andrade, XI marquesa de Puente de la Virgen, nacida en El Ferrol el 22 de octubre de 1960. Casó en Tarragona el 27 de julio de 1985 con Javier Sánchez Icart, magistrado, nacido en Barcelona el 19 de diciembre de 1955, hijo de Jesús Sánchez Córdoba, capitán de la Guardia Civil, natural de Valencia, y de Dolores Icart Rosell, nacida en Tarragona. Con descendencia.
3. Irene María Vázquez de Parga y Andrade, que sigue,
4. Patricia Vázquez de Parga y Andrade, XI marquesa de Tejada de San Llorente, nacida en El Ferrol el 16 de junio de 1963. Casó en Tarragona el 24 de abril de 1992 con Josep Andreu, ingeniero industrial, nacido en esta ciudad el 18 de febrero de 1964, hijo de Josep Andreu Mercader y de Francisca Figueras Simó, naturales también de Tarragona. Con posteridad.
5. María Vázquez de Parga y Andrade, XIV marquesa de Caracena del Valle, nacida en El Ferrol el 12 de septiembre de 1964. Casó en Tarragona el 5 de mayo de 1991 con Álex Chausse Masip, economista, nacido en Tarragona el 28 de diciembre de 1963, hijo de Aimé Chausse, natural de Le Mont-sur-Lausanne (Suiza), y de Monserrat Masip Pamies, nacida en Tarragona. Con hijas.
6. María del Carmen Vázquez de Parga y Andrade, XIV marquesa de Villabenázar, nacida en El Ferrol el 22 de enero de 1966. Casó en Tarragona el 28 de octubre de 1989 con Raúl Navarro Roldán, profesor titular de Derecho del Trabajo de la Universidad Rovira i Virgili, subdelegado del Gobierno en Tarragona, director provincial del Ministerio de Trabajo y Asuntos Sociales, nacido en Tarragona el 14 de enero de 1963, hijo de Pablo Navarro y de la Morena, natural de Madrid, y de Natividad Roldán Aramburu, nacida en Pamplona. Con sucesión.
7. María del Pilar Vázquez de Parga y Andrade, VI condesa de Casa Trejo, nacida en El Ferrol el 11 de marzo de 1967. Casó en Tarragona el 14 de mayo de 1994 con Juan Luis Castillo y Castilla, ingeniero industrial, nacido en Tarragona el 27 de marzo de 1967, hijo de Luis Castillo Pecos, natural de Talarrubias (Badajoz), y de Ana Castilla Muñoz, nacida en Puertollano (Ciudad Real). Con prole.
8. Mónica Vázquez de Parga y Andrade, nacida en El Ferrol el 3 de diciembre de 1969. Casó en Tarragona el 12 de abril de 1997 con Juan Villoria y Charpentier, nacido en París el 25 de enero de 1967, hijo de José Luis Villoria Alonso y de Jacqueline Charpentier. Con posteridad.
9. Y María de la Concepción Vázquez de Parga y Andrade, nacida en El Ferrol el 31 de enero de 1971. Casó en Tarragona el 1.º de abril de 1995 con Felipe Guspí y Bori, ingeniero industrial, nacido en Valencia el 2 de febrero de 1967, hijo de Ramón Guspí Avellana, natural de Olujas (Lérida), y de María Dolores Bori Lizondo, nacida en Valencia. Con descendencia.

Sucedió (por distribución, Orden publicada en el BOE del 23 de agosto de 2000 y Real Carta del 28 de septiembre de 2000) su hija:
- Irene María Vázquez de Parga y Andrade (1962), XI y actual marquesa de Valverde de la Sierra, nacida en El Ferrol el 6 de enero de 1962, profesora de Instituto de Formación Profesional.[20]

Casó en Tarragona el 7 de julio de 1984 con Ramón Burrut y Ribes, nacido en esta ciudad el 20 de agosto de 1951, hijo de Salvador Burrut Romeu y de Dolores Ribes Rosell, naturales también de Tarragona. Sin prole.